# Naturaleza muerta con perfil de Laval
Naturaleza muerta con perfil de Laval es un cuadro de Paul Gauguin donde hay frutas sobre un mantel en una mesa que mira de perfil el artista Charles Laval, quien más tarde sería su pupilo.
Esta combinación naturaleza muerta/retrato muestra la habilidad de Gauguin de unir dos temáticas que admiraba. Su forma de cortar la cara de Laval es claramente tributo a Edgar Degas y la de colocar los elementos a Paul Cézanne. 